# Vráž (Dlažov)
Vráž je osada, část obce Dlažov v okrese Klatovy v Plzeňském kraji. Nachází se asi jeden kilometr severovýchodně od Dlažova. Jsou zde evidovány tři adresy. V roce 2011 zde trvale žilo osm obyvatel.
Vráž leží v katastrálním území Soustov o výměře 3,67 km².

## Historie
První písemná zmínka o vesnici pochází z roku 1720.

## Obyvatelstvo
| Rok            | 1869 | 1880 | 1890 | 1900 | 1910 | 1921 | 1930 | 1950 | 1961 | 1970 | 1980 | 1991 | 2001 | 2011 | 2021 |
| -------------- | ---- | ---- | ---- | ---- | ---- | ---- | ---- | ---- | ---- | ---- | ---- | ---- | ---- | ---- | ---- |
| Počet obyvatel | 30   | 25   | 24   | 20   | 17   | 23   | 15   | 9    | 12   | 11   | 9    | 4    | 9    | 8    | 4    |
| Počet domů     | 5    | 5    | 5    | 3    | 3    | 3    | 3    | 3    | 3    | 3    | 3    | 3    | 3    | 3    | 3    |

## Obecní správa
Při sčítání lidu v letech 1850–1959 Vráž byla osadou obce Soustov v okrese Domažlice. Od roku 1960 je částí obce Dlažov v okrese Klatovy.

## Fotogalerie

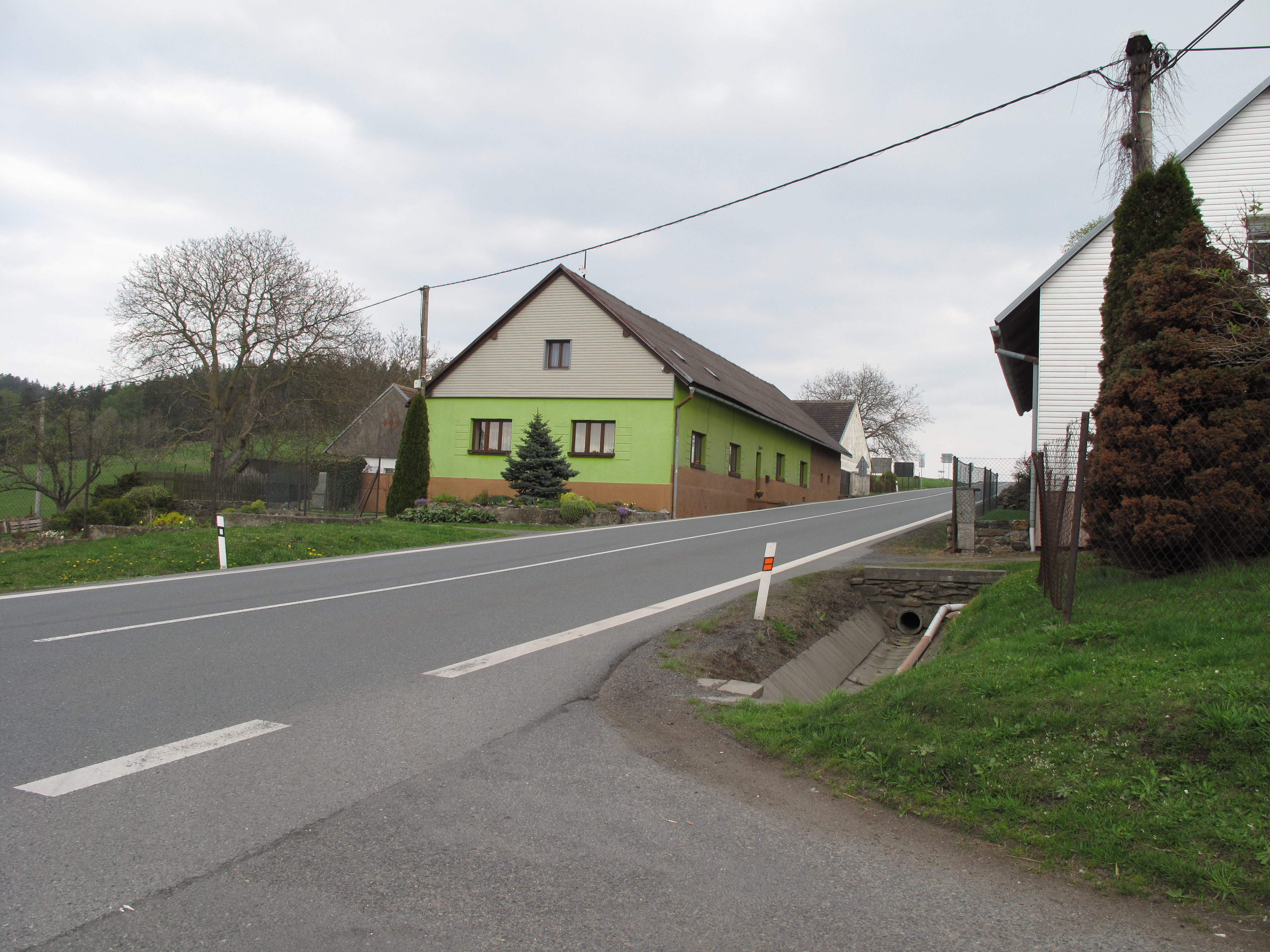
Dům u silnice
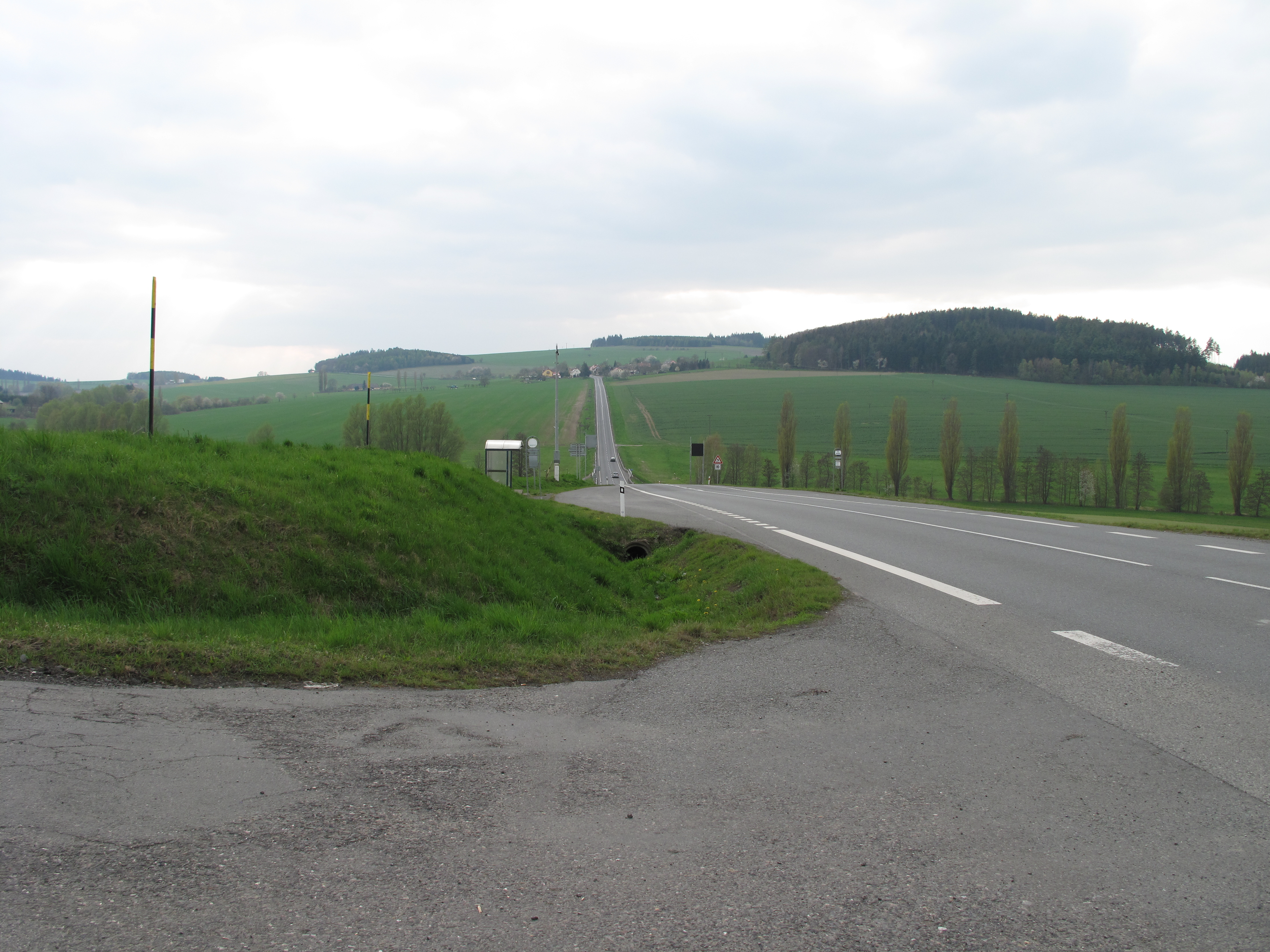
Hlavní silnice vedoucí obcí
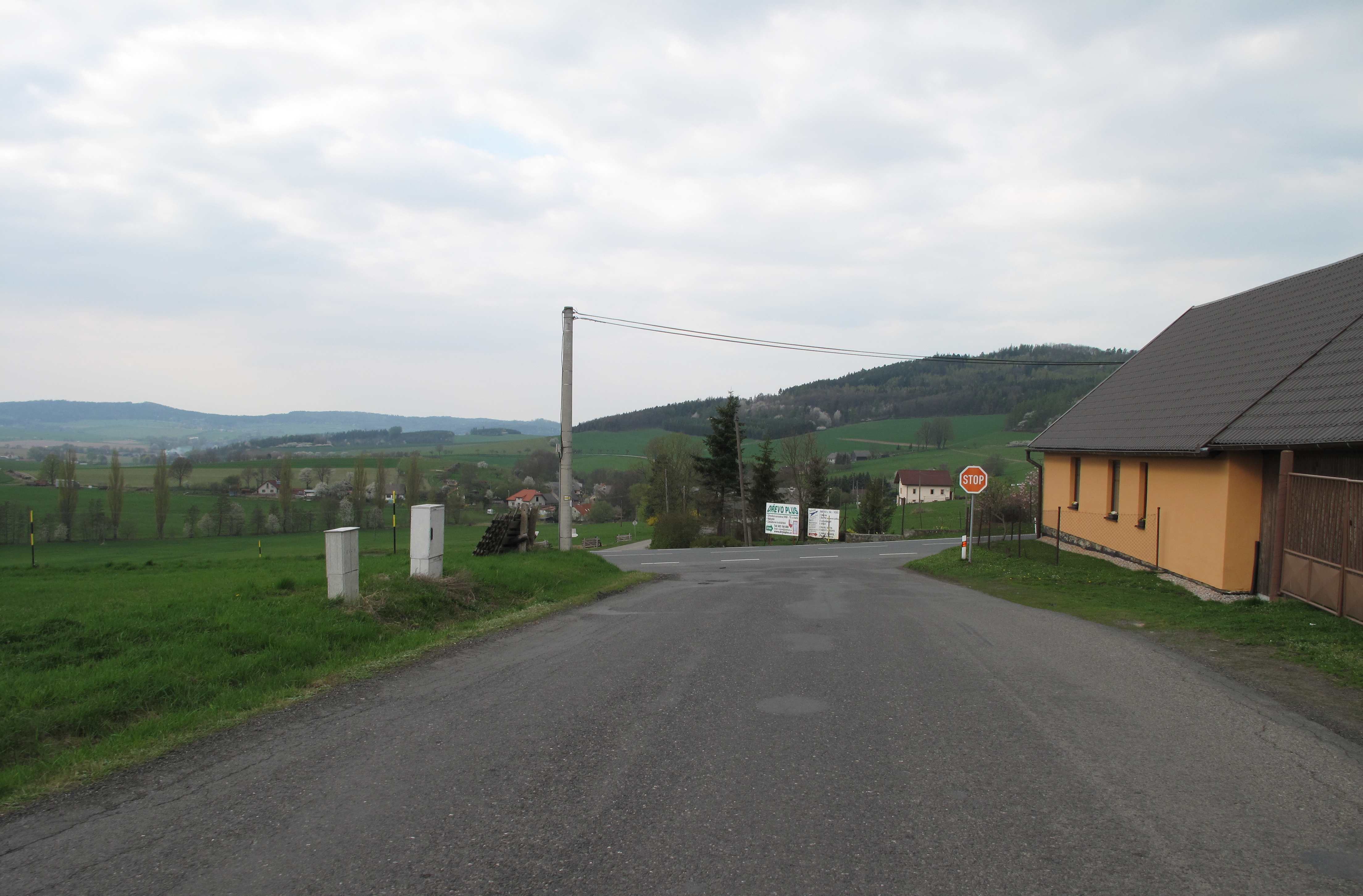
Boční silnice vedoucí na křižovatku